# Thestor pictus
Thestor pictus är en fjärilsart som beskrevs av Van Son 1941. Thestor pictus ingår i släktet Thestor och familjen juvelvingar. Inga underarter finns listade i Catalogue of Life.